# Franz Gerhard Wegeler
Franz Gerhard Wegeler (n. 22 august 1765, Bonn, Electoratul de Köln⁠(d) – d. 7 mai 1848, Koblenz, Regatul Prusiei) a fost un medic german și prieten din copilărie al lui Ludwig van Beethoven .

## Viața
Wegeler urmează cursurile școlii elementare și apoi, din 1776, liceul iezuit, ambele în Bonn. După studiul medicinei la Academia din Bonn, primește de la prințul elector Maximilian Franz, la fel ca și Ludwig van Beethoven, o bursă pentru studii superioare la Academia Josef din Viena, unde studiază din 1787 până în 1789. Wegeler este cel care în 1785, l-a prezentat și recomandat pe Beethoven, familiei văduvei Helene von Breuning, deschizând astfel calea tânărului virtuos în înalta societate. Helene von Breuning a fost o mare susținătoare al lui Beethoven în perioada în care el a trăit la Bonn. Fiica ei, Eleonore von Breuning (n. 23 aprilie 1771 la Bonn - d. 13 iulie 1841 la Koblenz) a devenit eleva lui Beethoven și este considerată iubirea lui de tinerețe. Mai târziu ea a devenit soția lui Wegeler. Fratele ei, Stephan von Breuning, a rămas de-a lungul vieții prieten cu Wegeler și Beethoven.
După examenul de sfârșit al studiului la Viena și întoarcerea la Bonn, Universitatea din Bonn îi recunoaște studiile la 1 septembrie 1789 și în același an îi acordă postul de profesor de obstetrică și medicină legală. În1793 este rector al Universității timp de un an. După invazia trupelor franceze din 1794, încetează să profeseze și fuge pentru doi ani la Viena, unde Beethoven locuia din 1792.
În timpul petrecut la Viena, Franz Gerhard Wegeler, continuând să primească salariul de profesor, se ocupă mai ales de scrieri medicale. Beethoven și Wegeler s-au văzut pentru ultima dată la Viena în 1796, rămânând totuși într-o strânsă legatură epistolară până la moartea lui Beethoven în martie 1827.
După întoarcerea sa la Bonn în 1796, Wegeler își reia activitatea până la închiderea universității în 1798. După o scurtă perioadă în care își câștigă existența ca medic practicant, Wegeler ocupă, de la sfârșitul anului 1798 postul profesor „de maternitate” la Școala Centrală din Bonn.
Pe 28 martie 1802 Wegeler se căsătorește cu Eleonore von Breuning. Din căsătoria lor au rezultat patru copii. Printre aceștia se numără Helena Josepha Theresia (1803 – 1832) și Julius Stephan Wegeler (1807 – 1883).
În 1804 Franz Gerhard Wegeler preia conducerea Școlii de moașe din Bonn, în același an fiind numit și membru al comitetului districtual pentru vaccinarea împotriva variolei în arondismentul Bonn. În 1807 a devenit membru al comitetului central pentru vaccinarea împotriva variolei al departamentului Rhin-et-Mosella și șef al Lojei francmasonice din Bonn.
În același an pleacă din Bonn și intră în serviciul francez la Koblenz, fiind din 1808 până în 1814 șef al poliției medicale din departamentul Rhin-et-Mosella. În 1810 i se recunoaște titlul de doctor în medicină și sub stăpânirea franceză primind titlurile: „Docteur en médicine” și „Docteur en chirurgie”.

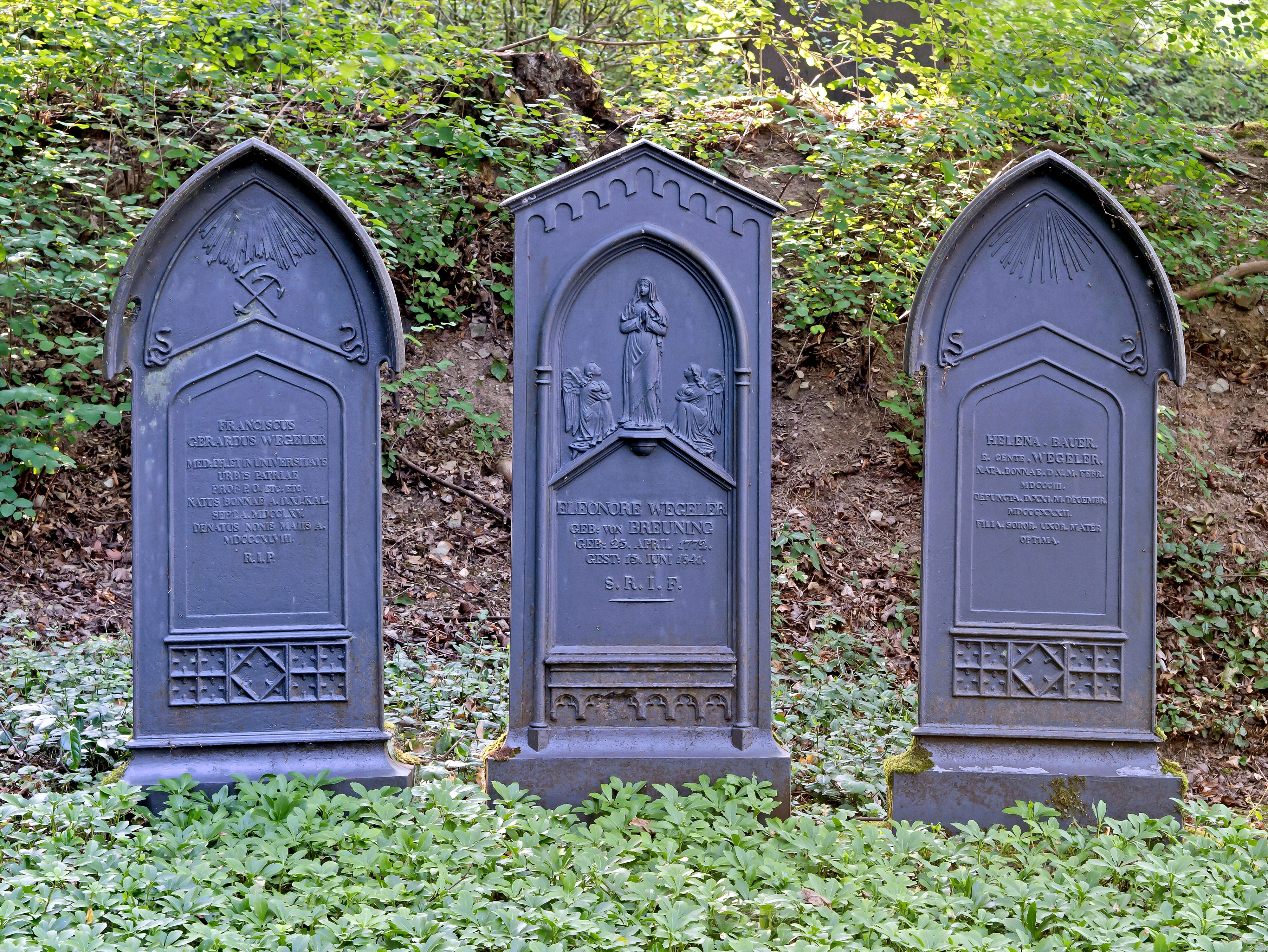
Mormântul lui Franz Gerhard Wegeler, al soției sale Eleonore și al fiicei lor, Helena

În 1812 Napoleon îi acordă distincția „Acul de aur”, iar în 1813 „Acul de argint”. În 1817 Franz Gerhard Wegeler este decorat cu „Crucea de Fier” clasa a II-a cu panglică albă și în 1818 cu „Marea medalie de aur” la care se adaugă, în 1831, „Ordinul Vulturul Roșu” clasa a III-a. În 1830 devine „partener tacit” al companiei Deinhard & Tesche (care se ocupa cu comerțul cu vin). Ulterior nepotul său, Julius Wegeler, a reușit să preia conducerea companiei. Din 1816 până în 1842, Wegeler a fost consilier guvernamental și medical în Koblenz precum și membru al Colegiului de Medicină Renan.
Franz Gerhard Wegeler este cunoscut în mod deosebit ca prieten și biograf al lui Beethoven: împreună cu Ferdinand Ries a lucrat în perioada 1837 - 1838 la cartea Biographische Notes über Ludwig van Beethoven (Note biografice despre Ludwig van Beethoven), publicată în 1838 la Koblenz de editura Karl Baedeker.
Wegeler moare în mai 1848, cauza morții sale fiind cel mai probabil o infecție contractată în luna aprilie a aceluiași an. Mormântul său se află în Cimitirul principal din Koblenz .
Din 1906 există în Viena - în districtul 18, Währing, o stradă care îi poartă numele: Wegelergasse. În Bonn-Poppelsdorf, pe Wegelerstraße se află sediul a numeroase institute universitare, precum și decanatul Facultății de științe matematice și de științe ale naturii.

## Publicație
- Franz Gerhard Wegeler, Ferdinand Ries: Note biografice despre Ludwig van Beethoven. Koblenz 1838. (Versiunea digitalizată a primei ediții)